# Бранислав Лечић
Бранислав Лечић (Шабац, 25. август 1955) је српски глумац, каратиста, политичар, професор глуме на Факултету савремених уметности и члан ансамбла Југословенског драмског позоришта. Обављао је дужност министра културе и информисања Републике Србије од 2001. до 2004. године у Влади Зорана Ђинђића и Влади Зорана Живковића.
Био је члан Либерално-демократске партије, Демохришћанске странке Србије и Демократске странке (до 2021. године), када је изабран за првог председника покрета Демократе Србије.
Добитник је Стеријине награда за глумачко остварење (1987), Златне арене за најбољу главну мушку улогу на Филмском фестивалу у Пули и награде Гран при „Наиса” на Фестивалу глумачких остварења Филмски сусрети у Нишу (1990), Награде Цар Константин (2008), Награде Зоран Радмиловић (2015), Награде за лепоту говора Бранивој Ђорђевић и седам Годишњих награда ЈДП-а.

## Ријалити учешћа
- Твоје лице звучи познато (2017)
- Елита 7 (2023/24)

## Биографија
Рођен је у Шапцу од оца Александра и мајке Живане као јединац. Студије глуме уписује 1974. године на Факултету драмских уметности у Београду.
Дипломирао је 1978. године у класи професора Миње Дедића. Својом дебитантском улогом Фикрета у филму „Специјално васпитање“ (1977) Горана Марковића, поставља параметре за даље тумачење неприлагођених особа. Посебно се истиче одлучним, бескомпромисним ликовима, чврсто увереним у исправност својих поступака. Веома запажену и истакнуту улогу остварио је у ТВ серији „Сиви дом“ (1984), режисера Дарка Бајића. Врло је успешан и у позоришту, за шта је био вишеструко награђиван. Један је од оснивача најзначајнијих алтернативних позоришних група које су битно утицале на позоришни живот у земљи. Члан је Југословенског драмског позоришта од 1980. године.
Почео је да тренира карате са 16 година у карате клубу „Напредак“ у Шапцу, под вођством мајстора Томе Којића. Током школовања у средњој школи, постао је носилац браон појаса и кандидат за мајстора. Након преласка у Београд, наставио је са тренирањем у клубу „Медицинар“, где је сарађивао са мајсторима Владимиром Демњевским и Радомиром Мудрићем, репрезентативцем Југославије. Лечић је похађао бројне карате семинаре, укључујући и онај у Поречу, где је тренирао под вођством Таиђија Казеа, једног од највећих карате мајстора у Европи. Данас је носилац мајсторског степена 5. дан (јо-дан) у каратеу. Његова посвећеност каратеу није се завршила са завршетком активног такмичења; наставио је да тренира и учествује у карате заједници.
Оснивач је јединственог едукативног центра Лекарт са циљем да се помогне сваком човеку без обзира на године и професионално искуство да открије себе у свету уметности. У едукативном центру води одсек "Програм глума и режија". Имао је звање редовног професора на Академији лепих уметности и мултимедија, где је такође био и Продекан за развој.
Поред глуме, бави се и политичким радом: водио је тзв. „Плишану револуцију“ (протест код Теразијске чесме), а након победе демократских партија и петооктобарских промена, био је министар за културу у првој демократској влади Србије, коју је предводио Др Зоран Ђинђић, а која је изабрана 25. јануара 2001. године. Након искључења Чедомира Јовановића из Демократске странке, напушта је и постаје један од оснивача Либерално-демократске партије (2005), а затим и члан председништва странке. Године 2007. напушта ЛДП, а у мају 2010. године, приступа Демохришћанској странци Србије, чији је заменик председника.
Био је предводник фракције Демократске странке која је 2020. покушала да смени тренутно руководство на челу са Зораном Лутовцем, а затим да нелегитимно преотме руковођење странком. Министарство државне управе и локалне самоуправе је у фебруару 2021. одбацило захтев Лечића да буде уписан као председник ДС-а у Регистру политичких странака. Након тога, заједно са неколицином бивших чланова ДС-а, оснива покрет Демократе Србије.

### Оптужбе колегинице
Бранислав Лечић је био Амбасадор Фондације „Тијана Јурић” до марта 2021, када је искључен због оптужбе за силовање од стране колегинице Данијеле Штајнфелд. Уследила је потом потресна исповест чувене глумице Мериме Исаковић у часопису Недељник од 8. априла 2021. о њеном ужасном искуству са Браниславом Лечићем које је доживела пре 43 године као студенткиња глуме. Након истраге, Лечић је тврдио да му је аферу наместио преко својих медија телевизија Н1 и Нова С некадашњи градоначелник Драган Ђилас, да би дискредитовао Лечићево учествовање у политичком животу.

## Награде и признања
За представу Контејнер са пет звездица
- Гран при за најбоље глумачко остварење Браниславу Лечићу на "Првом Међународном фестивалу глумаца" у Никшићу 2001. године
- Награда за учешће на 14. Медитеранском фестивалу у Италији 2001. године
- Награда за глуму за улогу професора, на фестивалу "Борини позоришни дани", 2001.
- Добитник седам Годишњих награда ЈДП-а (2019, 2016, 2014, 2007, 2006, 2005. и 1993)
- Стеријина награда
- Награда цар Константин
- „Златна арена“ за главну мушку улогу на фестивалу у Пули 1990. године, добија за филм Глуви барут.

## Филмографија
| Год.         | Назив                                 | Улога                         |
| ------------ | ------------------------------------- | ----------------------------- |
| 1970-е       |                                       |                               |
| 1977.        | Анчика Думас                          | Милиционер                    |
| 1977.        | Специјално васпитање                  | Фикрет                        |
| 1979.        | Ти међутим стојиш на великој реци     |                               |
| 1980-е       |                                       |                               |
| 1980.        | Хајдук                                | Капетан Тополац               |
| 1980.        | Интереси                              |                               |
| 1981.        | Краљевски воз                         | Пантић                        |
| 1981.        | Пикник у Тополи                       | Игор                          |
| 1981.        | Дечко који обећава                    | Каратиста                     |
| 1981.        | База на Дунаву                        | Макса Бакан                   |
| 1981.        | Светозар Марковић                     | Ђура Љоцић                    |
| 1981.        | Седам секретара СКОЈ-а                | Алија Алијагић                |
| 1982.        | Венеријанска раја                     |                               |
| 1982.        | Директан пренос                       |                               |
| 1983.        | Игмански марш                         | Шпанац                        |
| 1984.        | Убица                                 | Влајко Симић                  |
| 1984.        | Формула 1 (ТВ серија)                 |                               |
| 1985.        | Сребрена лисица                       | Капетан Браун                 |
| 1985.        | Миклошићеве сирене                    | Ненад                         |
| 1985.        | Томбола                               |                               |
| 1985.        | Љубавне приче                         |                               |
| 1985.        | Приче из фабрике                      | Иван Ђаковић                  |
| 1986.        | Врење (ТВ)                            | Милан Горкић „Зомер“          |
| 1986.        | Црна Марија                           | Зенит                         |
| 1986.        | Родољупци                             | Лепршић                       |
| 1986.        | Трговци и љубавници                   | Гаврило Гашић                 |
| 1986.        | Дивљи ветар                           | Митар Секулић                 |
| 1986.        | Сиви дом                              | Црни                          |
| 1987.        | Резервисти                            |                               |
| 1987.        | На крају пута (ТВ)                    |                               |
| 1987.        | Кризантема                            |                               |
| 1987.        | Октоберфест                           | Лепи                          |
| 1987.        | Вук Караџић                           | Хајдук Вељко Петровић         |
| 1988.        | Живот са стрицем                      | Винко Маглица                 |
| 1988.        | Чавка                                 | Стимјановићев отац            |
| 1988.        | Руди                                  |                               |
| 1989.        | Бој на Косову                         | Бајазит Јилдирим              |
| 1989.        | Масмедиологија на Балкану             | Доктор Милорад Цвијовић       |
| 1989.        | Сеобе                                 | Аранђел Исаковић              |
| 1990-е       |                                       |                               |
| 1990.        | Балканска перестројка                 | Доктор Милорад Цвијовић       |
| 1990.        | Љето за сјећање                       | Зефир/одрасли Густав          |
| 1990.        | Глуви барут                           | Милош Радекић                 |
| 1991.        | Метла без дршке 3                     | Армани                        |
| 1991.        | Чаруга                                | Црвени Божо                   |
| 1991.        | Мој брат Алекса                       | Алекса Шантић                 |
| 1991.        | Холивуд или пропаст                   |                               |
| 1992.        | Булевар револуције                    | Драган                        |
| 1992.        | Први пут с оцем на јутрење            | Митар                         |
| 1992.        | Алекса Шантић                         | Алекса Шантић                 |
| 1993.        | Три карте за Холивуд                  | Гаврило Милентијевић          |
| 1994.        | Покварењак                            | Чарлс Буковски                |
| 1994.        | Рођен као ратник                      |                               |
| 1994.        | Ни на небу, ни на земљи               | Стојан „Столе“ Јанковић       |
| 1995.        | Подземље                              | Мустафа                       |
| 1994-1995.   | Отворена врата                        | Доктор Газивода               |
| 1996.        | Била једном једна земља               | Мустафа                       |
| 1997.        | Балканска правила                     | Алекса Лазаревић „Прашњави“   |
| 1998.        | Судбина једног разума                 | Јован Стерија Поповић         |
| 1998-1999.   | Породично благо                       | Љубомир Старчевић „Љуба Рис“  |
| 2000-е       |                                       |                               |
| 2000.        | Тајна породичног блага                | Љубомир Старчевић „Љуба Рис“  |
| 2002.        | Породично благо 2                     | Љубомир Старчевић „Љуба Рис“  |
| 2002.        | Лавиринт                              | Милан Аксентијевић            |
| 2002.        | Лавиринт (ТВ серија)                  | Милан Аксентијевић            |
| 2003.        | Професионалац                         | Теодор „Теја“ Крај            |
| 2006.        | Шејтанов ратник                       | кнез Милош Обреновић          |
| 2007.        | Завера                                | премијер Србије               |
| 2008.        | На лепом плавом Дунаву                | Хорст                         |
| 2008.        | Печат                                 | Јусуф                         |
| 2008.        | Заустави време (ТВ серија)            | Владан Крстић                 |
| 2007-2008.   | Вратиће се роде                       | Пера                          |
| 2008.        | Свети Георгије убива аждаху           | Капетан Тасић                 |
| 2008.        |                                       |                               |
| 2008.        | Заустави време                        | Владан                        |
| 2010-е       |                                       |                               |
| 2010.        | Монтевидео, Бог те видео!             | краљ Александар Карађорђевић  |
| 2011.        | Октобар                               | Мирослав                      |
| 2012.        | Монтевидео, Бог те видео! (ТВ серија) | Краљ Александар Карађорђевић  |
| 2012—2014    | Војна академија (ТВ серија)           | генерал Никола Срефановић     |
| 2013.        | Звездара (ТВ серија)                  | Стенли „Столе“                |
| 2013—2014    | Синђелићи (ТВ серија)                 | директор школе Андреј         |
| 2014.        | Змајовини пангалози                   | учитељ Рајица                 |
| 2015.        | Бранио сам Младу Босну                | Ивашјук                       |
| 2015.        | Рођендан господина Нушића (ТВ филм)   | Бранислав Нушић               |
| 2015.        | Луд, збуњен, нормалан                 | Иван Гало                     |
| 2015.        | Бранио сам Младу Босну (ТВ серија)    | Ивашјук                       |
| 2016.        | Име: Добрица, презиме: непознато      | управник затвора              |
| 2016.        | Сумњива лица (ТВ серија)              | Аца Бетон                     |
| 2018.        | Шифра Деспот (ТВ серија)              | Лазар                         |
| 2018 - 2019. | Погрешан човек (ТВ серија)            | Димитрије Црнковић            |
| 2019.        | Жигосани у рекету (ТВ серија)         | Божа                          |
| 2019-2021.   | Јунаци нашег доба (ТВ серија)         | професор Милићевић            |
| 2020-е       |                                       |                               |
| 2021.        | Александар од Југославије (ТВ серија) | Никола Пашић                  |
| 2021.        | Александар од Југославије (филм)      | Никола Пашић                  |
| 2021.        | Династија                             | Рајко Бонић                   |
| 2021.        | Јованка Броз и тајне службе           | генерал армије Никола Љубичић |
| 2022.        | Serbian-cuban connection              | Багзи                         |
| 2023.        | Хероји Халијарда                      | Драгиша Васић                 |
| 2023.        | Тунел (ТВ серија)                     | шеф                           |
| 2024.        | Ваздушни мост                         | Драгиша Васић                 |
| 2024.        | Крунска 11                            | Џелатовић                     |
| 2024.        | Апсурдни експеримент                  |                               |

## Позориште
Још осамдесетих година, једна од најгледанијих представа ЈДП-а била је Луди од љубави, у којој је наструпао са Владицом Милосављевић. Тренутно у свом матичном позоришту ЈДП игра у представи „Није смрт бицикло да ти га украду“. У Звездара театру, најгледанија представа претходне сезоне је била „Генерална проба самоубиства“ у којој тумачи две улоге. Од прошле сезоне, глуми и у представи „Самоудица“ у Атељеу 212. Бранислав Лечић се опробао и у дечјем позоришту Бошко Буха у представи „Змајовини пангалози“. У Народном позоришту од сезоне 2011/2012. године игра у представи Кањош Мацедоновић.

### Театрографија
| Назив                       | Позориште                       |
| --------------------------- | ------------------------------- |
| Уносно место                | Југословенско драмско позориште |
| Самоудица                   | Атеље 212                       |
| Змајовини пангалози         | Позориште Бошко Буха            |
| Рођендан господина Нушића   | Звездара театар                 |
| Луди од љубави              | Југословенско драмско позориште |
| Псећи валцер                | Југословенско драмско позориште |
| Прометеј у оковима          | Мадленианум театар              |
| Пред пензијом               | Југословенско драмско позориште |
| Пијана ноћ 1918.            | Југословенско драмско позориште |
| Отело                       | Југословенско драмско позориште |
| Нора!                       | Југословенско драмско позориште |
| Није смрт бицикло           | Југословенско драмско позориште |
| Кањош Мацедоновић           | Народно Позориште               |
| Индиго                      | Дом Омладине Београд            |
| Хамлет                      | Југословенско драмско позориште |
| Корешподенција              | Звездара театар                 |
| Дневник о Чарнојевићу       | Звездара театар                 |
| Дневна заповест             | Београдско драмско позориште    |
| Генерална проба самоубиства | Звездара театар                 |
| Буре Барута                 | Југословенско драмско позориште |
| Брод за лутке               | Југословенско драмско позориште |
| Ближе                       | Југословенско драмско позориште |
| Америка! (други део)        | Атеље 212                       |

## Синхронизацијске улоге
| Година синх. | Цртани филм           | Улога           |
| ------------ | --------------------- | --------------- |
| 2015         | У мојој глави         | Бес             |
| 2018         | Спајдермен: Нови свет | Спајдермен Ноар |